# واراش
واراش (به اوکراینی: Вараш) شهری در استان ریونه در کشور اوکراین است. جمعیت این شهر ۴۲,۱۲۶ نفر (۲۰۲۱ تخمینی) است.

## نگارخانه

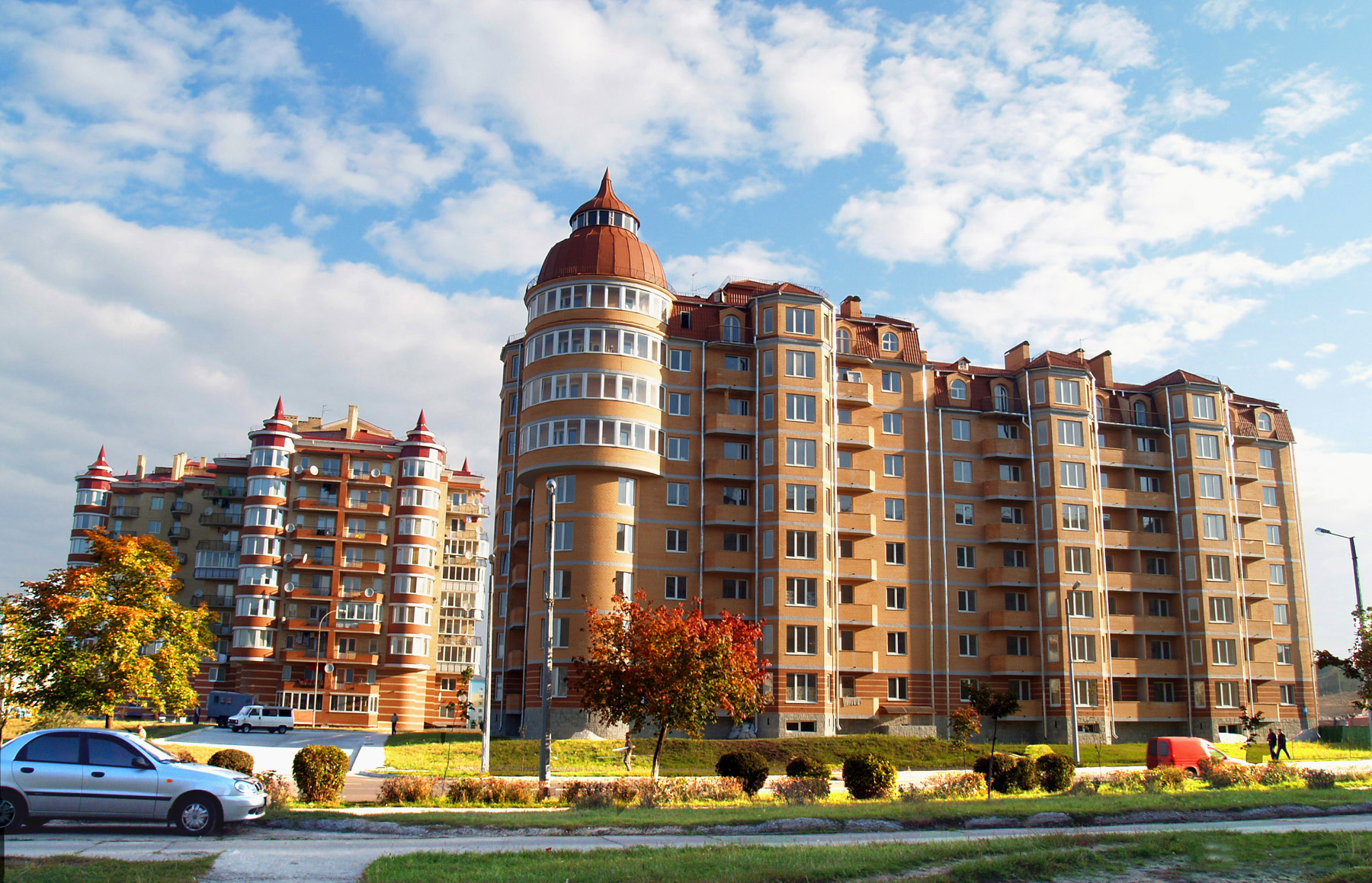
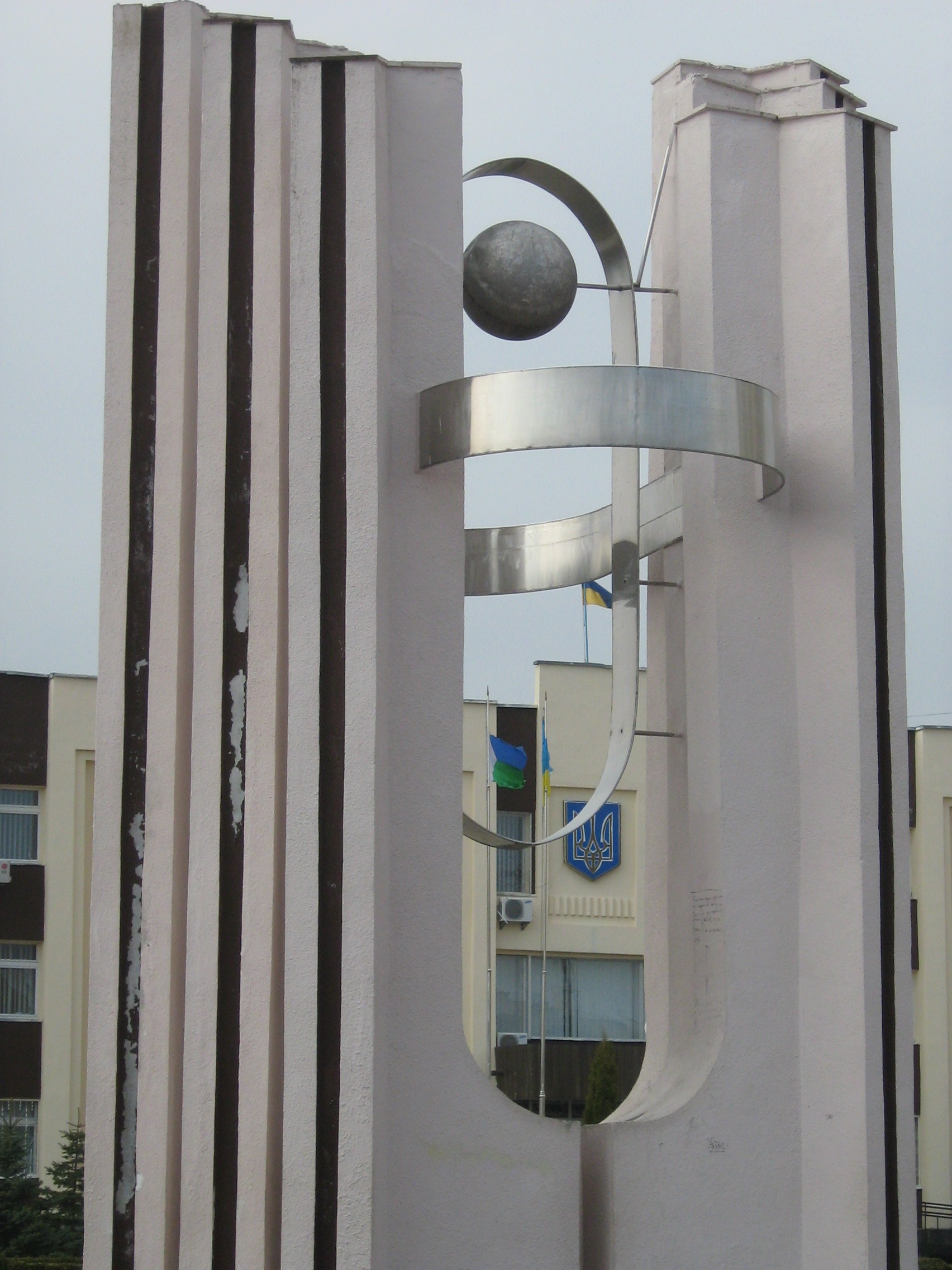
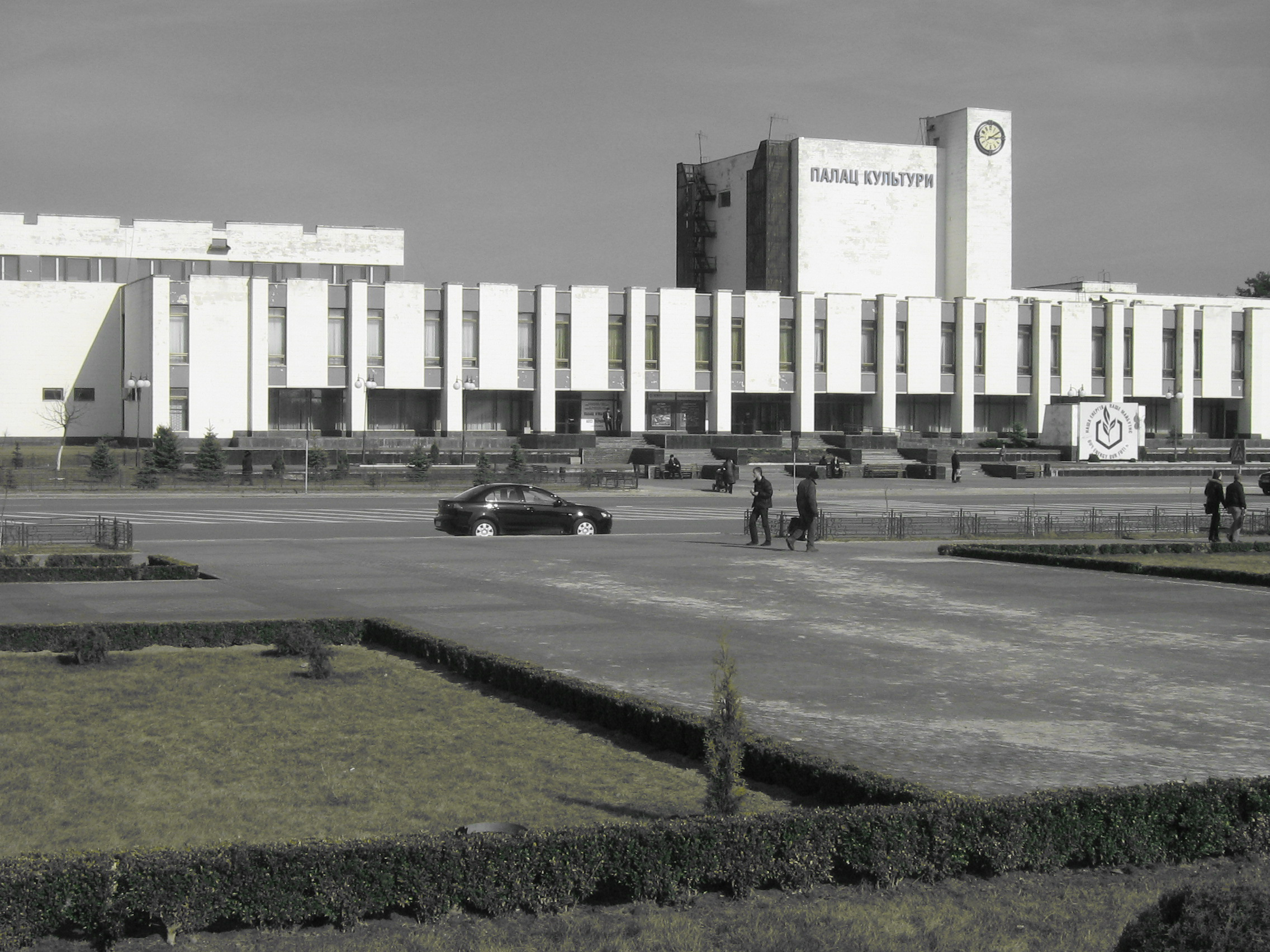
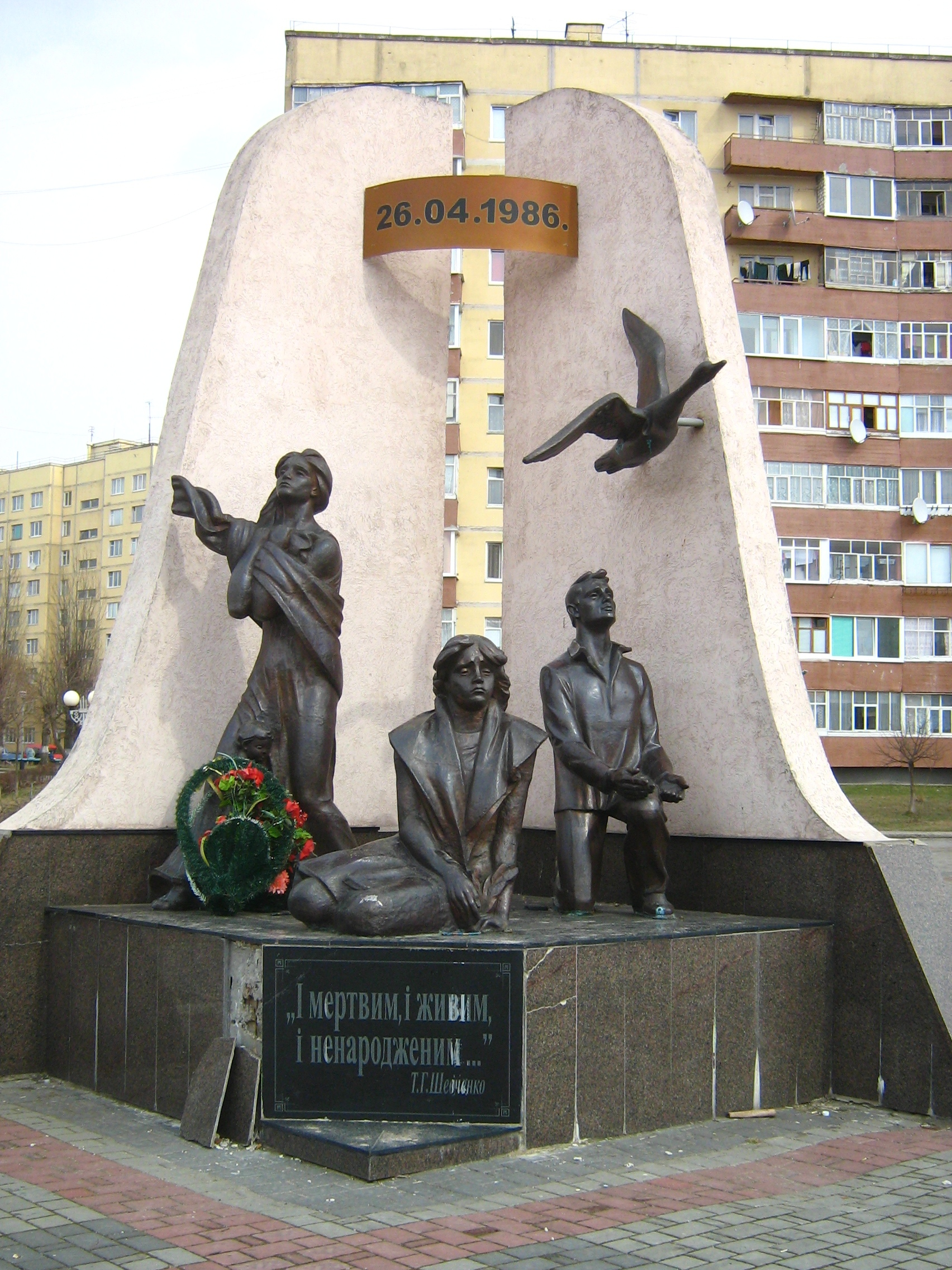
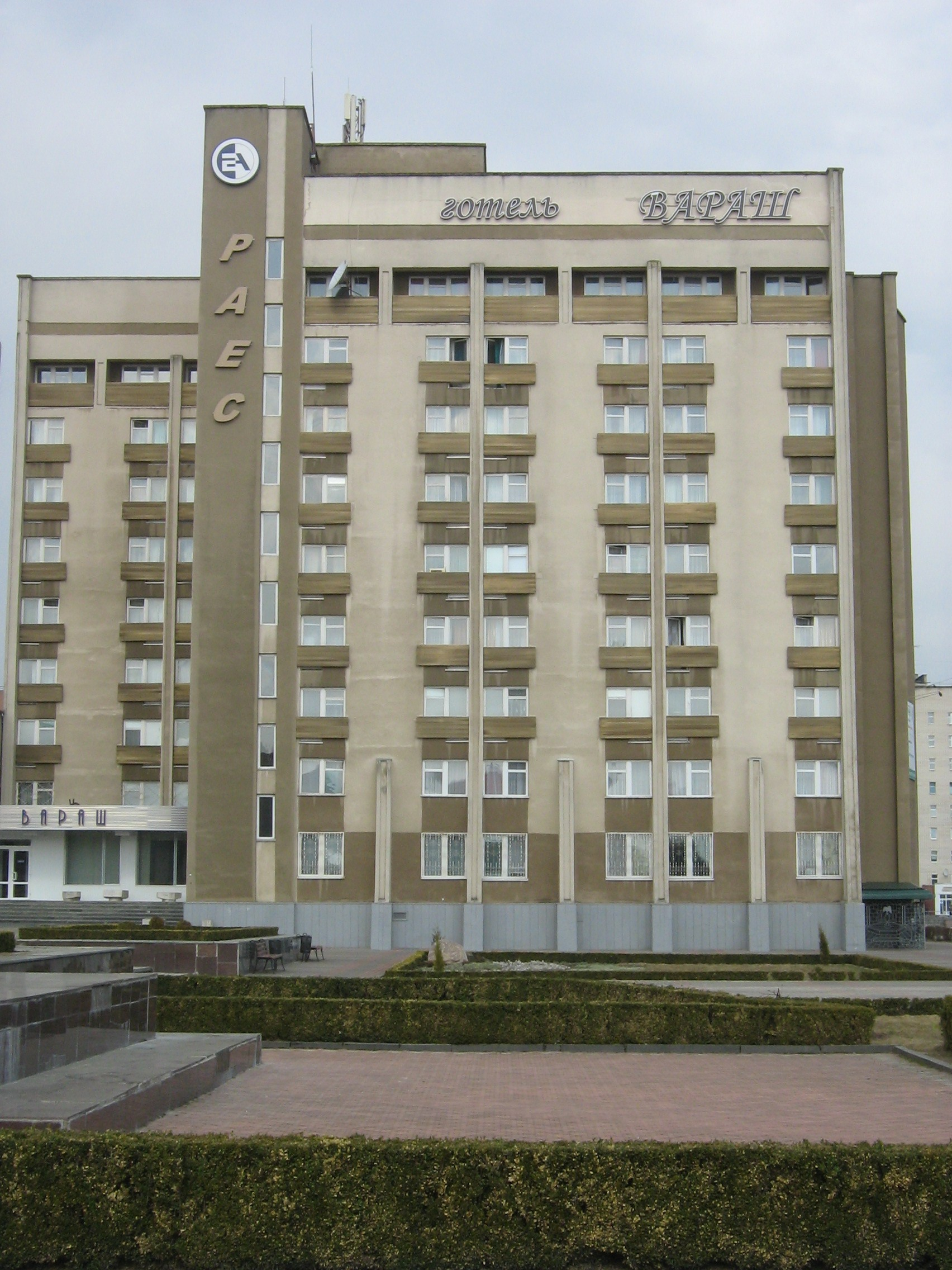